# Bulgarija
Bulgarija (rusky Булгария) byla ruská osobní motorová loď postavená ve Slovenských loděnicích Komárno, a. s.

## Stavba
Loď byla postavena v loděnicích v Komárně v roce 1955 jako Ukrajina a v únoru 2010 byla přejmenována podle Volžského Bulharska. Podle sovětského projektu 785 bylo v komárenských loděnicích mezi lety 1952 - 1958 postaveno celkem 36 lodí třídy OL800 (osobní loď o výkonu 800 hp).

## Potopení
Dne 10. července 2011 po vyplutí na řece Volze zastihla v Kujbyševské přehradě loď bouře a zakrátko se okolo 13:58 Moskevského času (09:58 UTC) potopila. Na palubě bylo 208 pasažérů, z nichž 79 vyzvedla z vody loď Arabella. Při největším lodním neštěstí v Rusku od dob potopení lodi Admirál Nachimov zahynulo 129 cestujících a členů posádky.    Loď při potopení klesla do hloubky 20 m a ležela 3 km od břehu, odkud byla vyzdvižena do plovoucího doku kvůli dalšímu vyšetřování.

### Vládní opatření
Prezident Dmitrij Medveděv v reakci na potopení Bulgarije 11. července nařídil „důsledné prověření všech druhů osobní dopravy“ v Rusku a současně vyhlásil 12. červenec dnem smutku.

## Fotogalerie

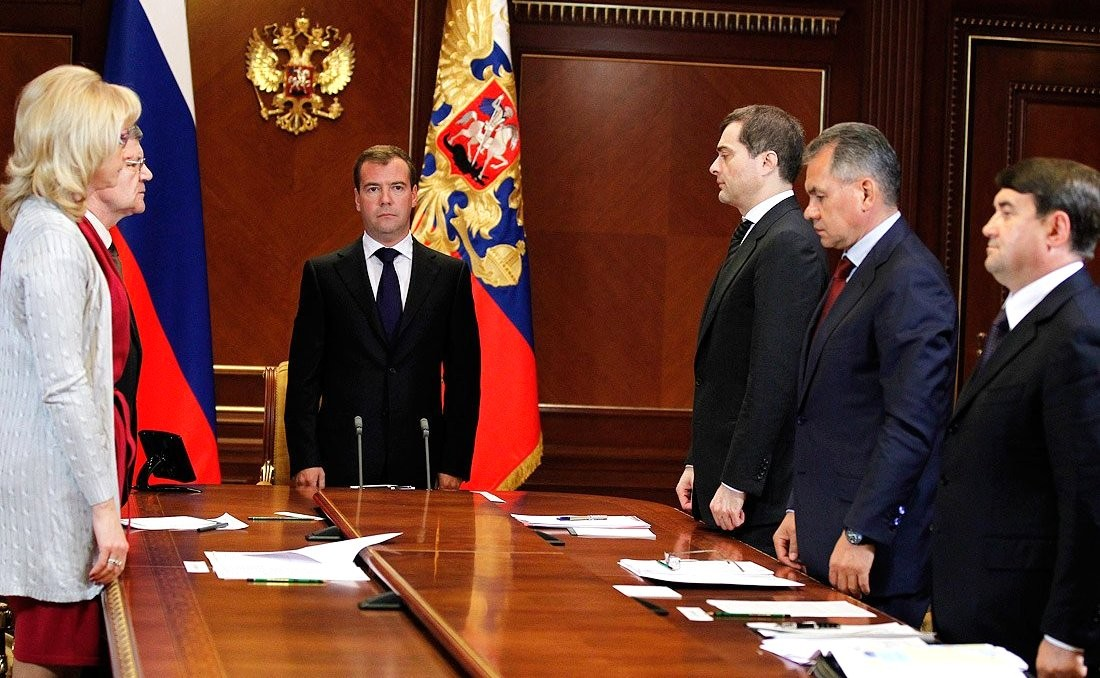
Ruský prezident Dmitrij Medveděv drží minutu ticha za oběti z lodi Bulgarija (11. 6. 2011)
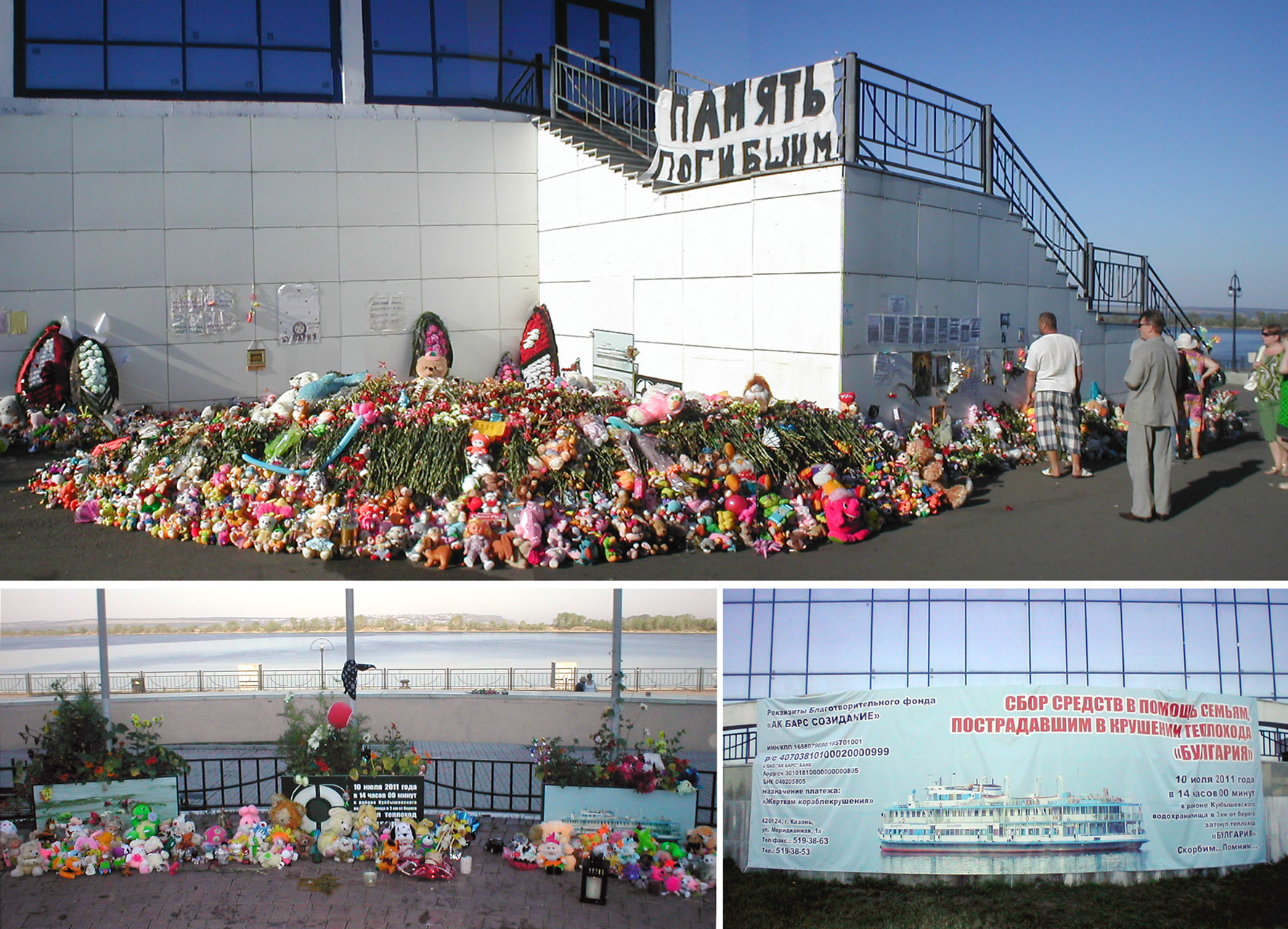
Památník obětem neštěstí v kazaňském přístavu
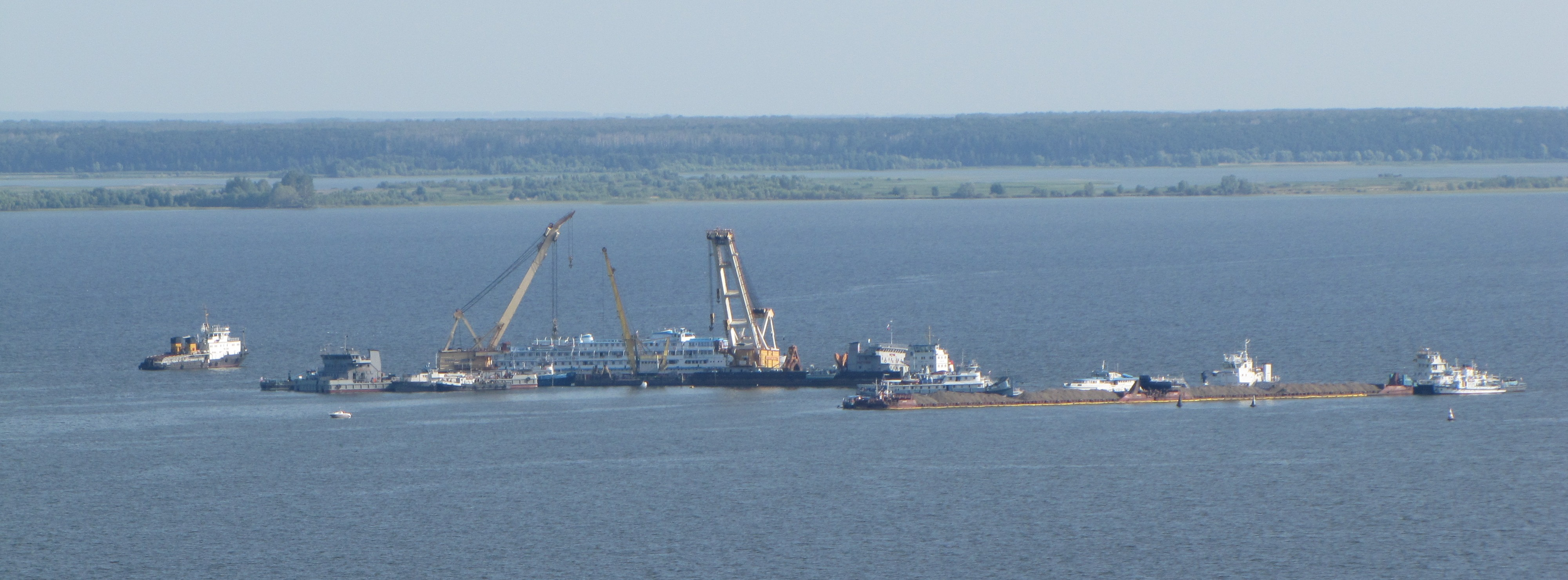
Záchranná operace potápějící se lodi Bulgarija